# Sofia Boesch Gajano
Sofia Boesch Gajano (Roma, 6 giugno 1934) è una storica e docente universitaria italiana.

## Biografia
Laureata all'Università degli Studi di Roma "La Sapienza", ha insegnato nelle università di Siena, L'Aquila e Roma 3. Studiosa di agiografia medievale e di religiosità femminile, ha curato importanti raccolte di testi in volumi quali Agiografia altomedioevale (Bologna, Il mulino 1976), Ebrei in Italia (Bologna, Il mulino, 1983), Miracoli. Dai segni alla storia (Roma, Viella, 1999), Europa sacra: raccolte agiografiche e identità politiche in Europa fra Medioevo ed Età moderna (Roma, Carocci, 2002).

## Opere principali
- La santità, Roma-Bari, Laterza, 1999 (ristampa 2005)
- Gregorio Magno: alle origini del Medioevo, Roma, Viella, 2004 (traduzione francese, Paris, Éd. du Cerf, 2007)
- Chelidonia: storia di un'eremita medievale, Roma, Viella, 2010
- Un'agiografia per la storia, Roma, Viella, 2020